# Спасское (Псковская область)
Спасское — деревня в Ядровской волости Псковского района Псковской области.
Расположена на крайнем юго-западе волости на берегу реки Великая, в 27 км (по дорогам) к юго-западу от южной границы Пскова и деревни Черёха.
Численность населения деревни по состоянию на 2000 год составляла 2 жителя.